# Nutsa Buzaladze
Nutsa Buzaladze (georgià: ნუცა ბუზალაძე; nascuda el 28 de gener de 1997), de vegades coneguda amb el monònim de Nutsa, és una cantant i compositora georgiana. Va representar Geòrgia al Festival de la Cançó d'Eurovisió 2024 amb la cançó "Firefighter".

## Vida primerenca i personal
Buzaladze va néixer a Tbilisi, però va créixer a Turquia. Des dels cinc anys, va formar part d'un grup de música infantil, i més tard va ser la vocalista principal i guitarrista d'un altre conjunt. Va començar les classes de piano als 8 anys.
Buzaladze va viure a Los Angeles, on va adquirir experiència musical, i Dubai, que és la seva residència permanent a partir de 2024.

## Carrera

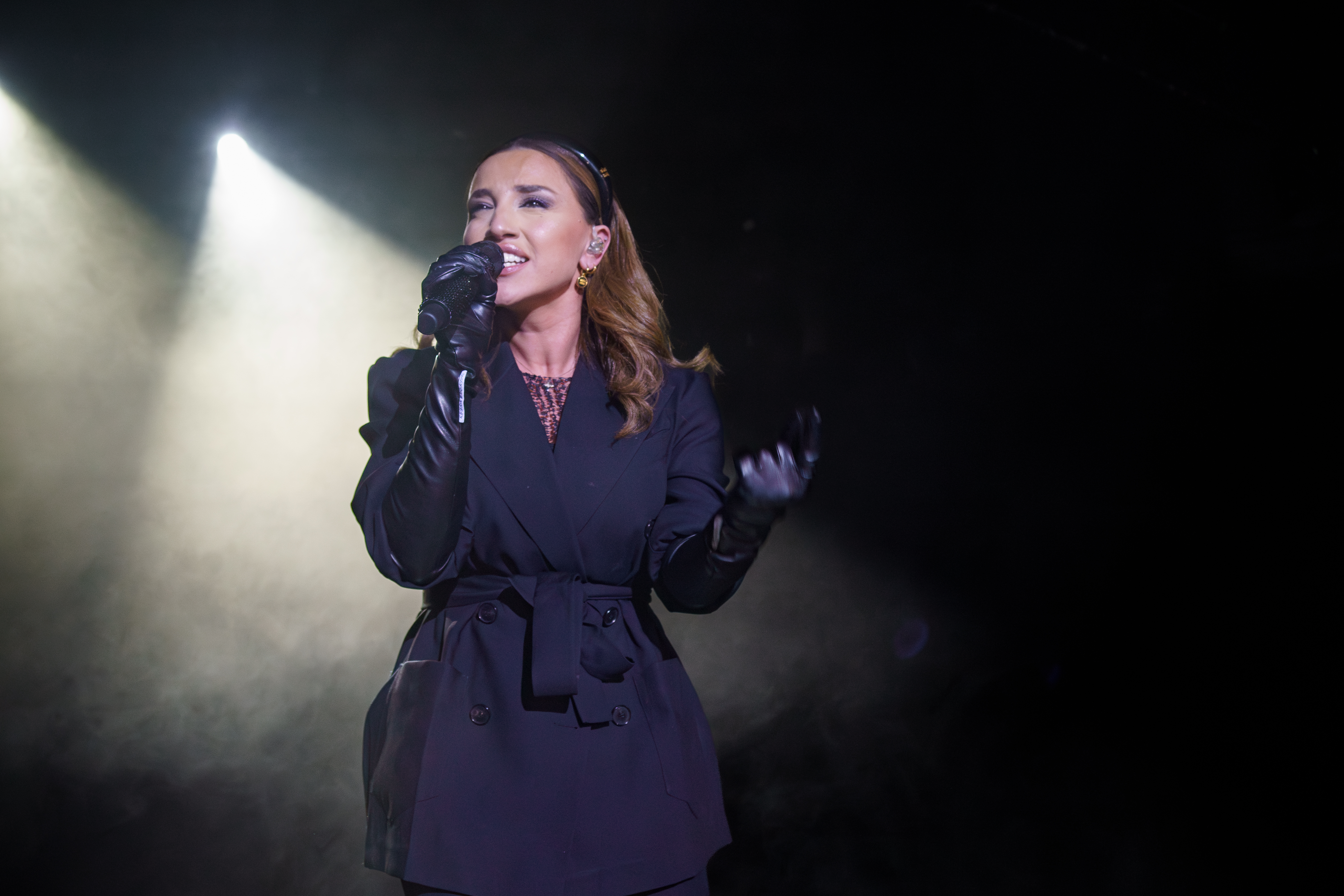
Nutsa Buzaladze actuant a Madrid durant la PrePartyES 2024.

Buzaladze va començar la seva carrera en solitari el 2011, quan va competir a Nichieri, la versió local del format televisiu Got Talent. El 2014, va atraure l'atenció internacional, ja que va representar Geòrgia al concurs Nóvaia volnà celebrat a Jūrmala, que va guanyar. Durant els anys següents, va competir a O Ses Türkiye, Or Varskvlavshi i les versions georgianes de Tu cara me suena i Dancing with the Stars. Ha col·laborat amb la cantant turca Hadise, amb qui va ser la seva entrenadora a O Ses Türkiye.
El 2017, Buzaladze va llançar la cançó "White Horses Run", amb la qual va quedar segon a la selecció georgiana pel Festival de la Cançó d'Eurovisió 2017. El 2019, Buzaladze va estrenar el seu àlbum debut Nutsa22, que conté versions de cançons georgianes i composicions originals en anglès; això va ser seguit pel seu gran èxit "Gelodebi". Poc després, va llançar un senzill reeixit a Rússia.
El 2020 i el 2021, va participar en la versió russa de la franquícia All Together Now. Va actuar a l'Expo 2020 de Dubai, així com al Teatre Nacional de Dubai i l'Òpera de Dubai. Retrieved 12 January 2024.</ref> Va competir a la categoria d'Artistes internacionals al concurs de cançons albaneses Kënga Magjike de 2021, on va quedar primera. Va participar en la 21a temporada d'American Idol el 2023, acreditada com a monònim Nutsa, i va acabar entre les 12 primeres. Va tornar al final de la temporada com a intèrpret convidada, unint-se a Lionel Ritchie juntament amb la resta dels 12 millors per a una interpretació de la seva cançó "Sail On", i va interpretar un duet de la cançó "Can't Get You Out of My Head" amb Kylie Minogue.
El 12 de gener de 2024, va ser anunciada com a representant georgiana per al Festival de la Cançó d'Eurovisió 2024 a Malmö. Més tard es va revelar que la seva cançó es titulava "Bomer" i es va estrenar l'11 de març de 2024. Nutsa es va classificar per a la segona semifinal d'Eurovisió el 9 de maig de 2024.